# Atna (Glomma)
Die Atna ist ein 97 km langer rechter Nebenfluss der Glomma in der norwegischen Provinz Innlandet.
Die Atna hat ihren Ursprung im See Verkilsdalsvatn im Norden der Rondane und fließt in die Glomma 24 Kilometer nördlich von Koppang. Myldinga, Satz und Hira sind die größten Nebenflüsse.
Das Einzugsgebiet hat kontinentales Klima mit einer geringen jährlichen Niederschlagsmenge und in der Regel wenig Schnee im Winter. Die höchsten Berge erreichen über 2000 Meter.  
Die Atna durchfließt den 5 km² großen See Atnsjøen in 701 m Höhe.